# Lineolia sieboldii
Lineolia sieboldii is een rondwormensoort. De wetenschappelijke naam van de soort is voor het eerst geldig gepubliceerd in 1845 door Kölliker.